# Константинова, Ирина Георгиевна
Ирина Георгиевна Константинова (род. 25 марта 1935, Кутаиси) — советская и российская переводчица
 с итальянского языка.

## Биография
Родилась 25 марта 1935 года в городе Кутаиси (Грузия), с 1946 года проживает в Санкт-Петербурге.
В 1957 году окончила филологический факультет Ленинградского университета по специальности «филолог, журналист».
С 1961 по 1974 год работала редактором музыкальной и научно-познавательной редакций на Ленинградской студии телевидения.
С 1974 по 1988 год работала корреспондентом отдела науки газеты «Вечерний Ленинград».
С 1967 года — член Союза журналистов России.
С 1982 года — член Союза литераторов России.
С 2001 года — член Союза переводчиков России.

### Семья
Муж — Тарасов, Лев Михайлович (1921—2009), режиссер телевидения, сценарист, переводчик, автор научно-полярных книг о музыке.
Сын — Фёдор Тарасов, телевизионный продюсер. Внучка — Екатерина Тарасова, художник по костюму в кино и телевидении.

## Награды
- Медаль Пушкина (20 июля 2020 года) — за большой вклад в развитие отечественной культуры и искусства, многолетнюю плодотворную деятельность[3].

## Профессиональная деятельность
Переводами с итальянского начала заниматься с 1962 года, публикуя в периодике рассказы итальянских писателей и сказки Джанни Родари. Со временем перевела все его произведения в том числе и ПРИКЛЮЧЕНИЯ ЧИПОЛЛИНО, а также множество других книг.

### Опубликованные переводы
- Б. Джильи. Воспоминания. Музыка, 1964 и 1967.
- Ф. Пальмеджани. Маттиа Баттистини. Музыка. 1966.
- Дж. Родари. Стихи и сказки. Лениздат. 1969.
- Дж. Пуччини. Письма. Музыка. 1971.
- Искусство Артуро Тосканини. Сборник. Музыка. 1974.
- Дж. Вальденго. Я пел с Тосканини. Музыка. 1974 и 1990.
- Дж. Донати-Петтени. Доницетти. Музыка. 1980.
- Дж. Верга. Мастро Дон Джезуальдо. Роман. Художественная литература, 1980.
- Дж. Родари. Сказки. Лениздат. 1980.
- М. Тибальди-Кьеза. Паганини. Молодая гвардия, 1980 и Правда 1986
- Дж. Родари. Сказки по телефону. Карелия. 1984.
- Дж. Тароцци. Верди. Молодая гвардия. 1984.
- Две новеллы в двухтомнике Л. Пиранделло. Художественная литература, 1984.
- Дж. Родари. Новогодний подарок. Лениздат. 1985.
- Л. Капуана. Маркиз Роккавердина. Роман. Художественная литература, 1987.
- Ссора с патриархом. Сборник. Лениздат
- Дж. Родари. Римские фантазии. Правда. 1987.
- Дж. Родари. Сказки. «Макулатурное издание». Минск. 1987.
- А. Фраккароли. Россини. Молодая гвардия. 1987, Правда 1990, Армада, 1998
- Дж. Родари. Отчего? Почему? Зачем? Правда. 1988.
- Ф. Пастура. Беллини. Молодая гвардия. 1989 и Деловой мир. 1981.
- Дж. Родари. Пестрые сказки. Карелия. 1991.
- А. Фромм. Азбука для родителей. Лениздат. 1990.
- Намикоши. Шиатсу. Лениздат. 1990.
- Дж. Родари. Волшебные сказки. Лениздат. 1990.
- Дж. Родари. Фантазии и сказки, 1-й том. Паллада. 1993.
- М. Милани. Пульсирующий камень. Северо-Запад. 1992
- Дж. Родари. Сказки Италии. Курск. 1993.
- Дж. Родари. Сказки Италии. Одесса. 1993.
- Дж. Родари. Сказки. Запорожье. 1994.
- А. Фромм. Азбука для родителей. Знание. 1994.
- Дж. Родари. Сказки. С. Джильи. Необыкновенные приключения итальянцев в космосе. Л. 1996
- А. Фромм. Азбука для родителей. Екатеринбург. 1996.
- А. Фраккароли. Россини. Армада. 1998.
- Н. Паньямента. Цветолечение детей. Питер. 1998
- Д. Родари. Джельсомино в стране лгунов. Рипол-классик. 2001
- Мино Милани. Волчок. Книга для чтения на итальянском языке. Каро. 2001
- Б. Джильи. Он не хотел быть вторым Карузо. Классика-XXI. 2001
- Дж. Родари. Джельсомино в стране лгунов. Книга для чтения на итальянском языке. Каро. 2002
- Бруно Мильорини. Итальянская грамматика. Перевод. Каро. 2002.
- Сюзанна Тамаро. Только для голоса. Фантом-пресс. 2003.
- А. Фромм. Азбука для родителей. Родничок. 2003
- Дж. Родари. Как научиться фантазировать. Каро. 2003
- Джузеппе Д’Агата. Римский медальон. Роман. Азбука. 2003
- А. Фраккароли. Доницетти. Сад искусств. 2003
- Джузеппе Д’Агата. Мемоу, или Регистр смерти. Азбука 2004
- Луиджи Руссо. Итальянская грамматика. Каро 2004
- И. Константинова. Итальянские пословицы и поговорки. Каро. 2004
- Дж Родари. Приключения Чиполлино. Книга для чтения на итальянском языке. Каро. 2004.
- Дж. Д’Агата. Возвращение тамплиеров. Роман. Азбука. 2004
- Советы и наставления придворного садовника Екатерины II. О полезных искусствах и художествах для садов и огородов. В переводе на итальянский язык совместно с Умберто Витьелло. — Селлерио, 2003; 2004.
- Дж. Д’Агата. Тайна бутлегера, Или операция века. Азбука. 2005.
- Джорджо Фалетти. Я убиваю. Азбука. 2005.
- Такуиро Намикоши. Шиатсу. Японская терапия надавливанием пальца. Вектор. 2007.
- Фаусто Паньямента. Все написано на ладони. Лечение цветом. Вектор. 2008
- Мария Тибальди-Кьеза. Паганини. Молодая гвардия. Второе издание. 2008.
- Роза Альберони. Райские кущи. Гелеос. 2 тома. 2008.
- Д. Монтанари Проклятие рода Плавциев. Роман. Иностранка. 2008
- Дж. Родари. Жил-был дважды барон Ламберто. Сказка для взрослых. Гаятри. 2008.
- Граф Федерико Фаньяни. Письма о Петербурге 1810—1811 годов. Лики России. 2009.
- А. Фромм. Азбука для родителей. Аудиокнига. 2009
- Паоло Джордано. Одиночество простых чисел. Роман. Рипол. 2009.
- Фаусто Паньямента. Все написано на ладони. Лечение цветом. Вектор. 2009. Второе издание.
- Дж. Родари. Торт с неба и приключения Аличе. Махаон. 2010
- Веселые рассказы о животных. Для детей. Лабиринт. 2010
- Энциклопедия животных. Для детей. — Лабиринт 2010.
- Мифы Древней Греции. Для детей. Лабиринт. 2010.
- Животные — почему они такие? Для детей. — Лабиринт 2010
- Данила Монтанари. Идущие на смерть приветствуют тебя. Иностранка. 2010
- Улисс Мур. Первая книга. Ключи от времени. Рипол. 2010
- Улисс Мур. Вторая книга. Лавка забытых карт. Рипол. 2010
- Дж. Фалетти. Я — господь бог. Корпус. 2010
- Дж. Фалетти. Я убиваю. Переиздание. Корпус. 2010
- И. Константинова. Все дороги ведут в Рим. Итальянские пословицы и поговорки. Переиздание. Каро. 2010.
- Марчелло Арджилли. Фантаст-окулист. Гаятри. 2011
- Улисс Мур. Третья книга. Дом с зеркалами. Рипол. 2011
- Дж. Родари. Сказки длиной с улыбку. Махаон 2011
- Дж. Родари. Принцесса Веселина. Махаон 2011
- Алессандро Д’Авения. Белая, как молоко, алая, как кровь. — Рипол, 2011.
- Лаура Санди. Печенье на солоде марки «Туччи» делает мир намного лучше. — Рипол, 2011.
- Оливия Агостини. Ржавчина в крови. — Рипол 2011.
- Улисс Мур. Четвёртая книга. Остров масок. Рипол. 2012.
- Улисс Мур. Пятая книга. Каменные стражи. Рипол. 2011.
- Ренцо Аллегри. Цена успеха. Тридцать оперных звёзд рассказывают о своём творческом пути. Планета музыки, 2011.
- Дж. Родари. Большая книга сказок. Махаон, 2011.
- Дж. Родари. Джип и другие истории на орбите, а также какие бывают ошибки. Планета новогодних елок. Сказки, у которых три конца. Селебрис. 2011.
- Улисс Мур. Шестая книга. Первый ключ. 2011 Рипол.
- Улисс Мур. Седьмая книга. Затерянный город. 2011. Рипол.
- Улисс Мур. Восьмая книга. Властелин молний. Рипол. 2011.
- Иво Розати, Габриэль Пачеко. Водяной человек и его фонтан. 2011. Поляндрия.
- Улисс Мур. Девятая книга. — Лабиринт теней. 2012. Рипол.
- Улисс Мур. Десятая книга. Ледяная страна. 2012. Рипол.
- Улисс Мур. Одиннадцатая книга. В жерле вулкана. Рипол. 2013
- Улисс Мур. Двенадцатая книга. Клуб путешественников-фантазеров. Рипол. 2013
- С. Бенни. Сирано де Бержерак. Корпус. 2013
- Р. Аллегри. Николай Бенуа рассказывает… ГМЗ Петергоф, Европейский дом. 2013
- А. Моравиа. Культурный эксперимент // Современная драматургия. 2013
- Н. Амманити. Ты и я. Корпус. 2013
- Дж. Родари. Волшебная кисть. Эксмо. 2014
- Ирэн Адлер. Шерлок, Люпен и я. Книга первая. Бриллиантовое ожерелье. АСТ. 2014
- Карла Мария Казанова. Рената Тебальди. Ангельский голос! Культурный центр Елены Образцовой. 2014
- Джузеппе Ди Стефано. Искусство пения и приключения молодого тенора; Мария Ди Стефано. Мария Каллас — мой враг. АвтоГраф. 2014
- Арнальдо Фраккароли. Джакомо Пуччини рассказывает. АвтоГраф 2014
- Ирэн Адлер. Шерлок, Люпен и я. Книга вторая. Последнее действие спектакля АСТ. 2014
- Лучано Паваротти. Я — Лучано Паваротти. Алгоритм. 2014
- Дж. Родари. Планета новогодних ёлок. Росмэн. 2014
- П. Джордано. Одиночество простых чисел. Корпус. 2014
- Дж. Родари. Планета новогодних елок. Росмэн 2014
- Паоло Герарди. Пересказ Питера Пэна и рисунки к нему. Эксмо. 2014.
- С. Вельпонер. Фридолин. Сказка. Эксмо. 2015
- Дж. Родари. Пришельцы и Пизанская башня. Махаон. 2015
- Дж. Родари. Какие бывают ошибки. Махаон. 2015.
- Дж. Родари. Приключения Тонино-невидимки. Махаон. 2015.
- Дж. Родари. Новые сказки по телефону. Эксмо. 2015.
- Дж. Родари. Джельсомино в стране лгунов. Эксмо. 2015.
- Дж. Родари. Принцесса Веселина. Махаон. 2015.
- Тито Гобби. Моя жизнь. Воспоминания. Автограф. 2016
- Итальянские народные сказки. Подарок северного ветра. Книга для чтения на итальянском языке. Комментарии. Вопросы. Словарь. Каро. 2016
- Ирэн Адлер. Шерлок Холмс и я. Книга третья. Тайна алой розы; Последнее действие спектакля; Бриллиантовое ожерелье. АСТ. 2016
- Мара Даль Корсо. Амелия, которая умела летать. Поляндрия. 2016
- Дж. Родари. Сказки, у которых три конца. Эксмо. 2016
- Марчелло Арджилли. Восьмой день недели. Необычные современные сказки. Фолиант (Астана, Казахстан) 2016.
- Дж. Родари. Все сказки по телефону. Эксмо. 2016
- Аллан Фромм. Азбука для родителей. АСТ. 2017
- Дж. Родари. Путешествие Голубой стрелы. Эксмо. 2018
- Лаура Санди. Печенье на солоде… Рипол. 2018.
- Улисс Мур. Ключи от времени. Лавка забытых кар. Рипол. 2018
- Улисс Мур. Каменные стражи. Первый ключ. Рипол. 2018
- Улисс Мур. Дом зеркал. Остров масок. Рипол. 2018
- Дж. Родари. Путешествие Голубой стрелы. Эксмо. 2019
- Энрико Реммерт. Баллада о мошенниках. Лимбус-пресс. 2019
- Д’Авения. Белая как молоко, красная как кровь. Аркадия. 2019
- Р. Альберони. Скала альбатросов. Аркадия. 2019
- Тони Вульф. Сказки. Малыш. 2019.
- Сюзанна Маттианджели. Матита. Иванов и Фарбер. 2020
- Данила Монтанари. Смерть куртизанки. Аркадия. 2020
- Дж. Родари. Приключения Луковки-Чиполлино; Путешествие Голубой стрелы. Эксмо. 2020
- Дж. Родари. Сказки по телефону. Эксмо 2020
- Роза Альберони. Скала альбатросов. Аркадия. 2020
- Фабио Воло. Быть с тобой, думать о тебе. Аркадия. 2021
- Данила Монтанари. Смерть куртизанки. Аркадия. 2021
- Данила Монтанари. Проклятие рода Плавциев. Аркадия. 2021
- Данила Монтанари. Шрам на бедре. Аркадия. 2021
- Данила Монтанари. Кому выгодно. Аркадия. 2021
- Данила Монтанари. Идущие на смерть приветствуют тебя. Аркадия. 2022
- Данила Монтанари. У ночи много секретов. Аркадия 2022
- Данила Монтанари. Овация сенатору. Аркадия. 2023
- Луиджи Капуана. Маркиз Роккавердина. Пальмира. 2024
- Джованни Верга. Мастро дон Джезуальдо. Пальмира. 2024
- Джанни Родари. Большая морковка. В книге Пять итальянских сказок. Государственный музей изобразительных искусств  имени А. С. Пушкина
- Грация Деледда. Мать. Пальмира. 2025

### Оригинальные работы
- И. Константинова, Л. Тарасов. Театр Ла Скала. — Л.: Музыка, 1977, 1979.
- И. Константинова. Науке отданная жизнь. Очерки о ленинградских ученых Л., Лениздат, 1980.
- И. Константинова. На пороге XXI века. Беседы с учеными. Л., Лениздат, 1986.
- И. Константинова. Совершенствуйте свой итальянский. Сборник упражнений с ключом. Каро. 2000
- А. Карлова, И. Константинова. Интенсивный курс итальянского языка. Каро. 2006
- И. Константинова, Л. Тарасов. Артуро Тосканини. Биография. Планета музыки. 2011
- В.Оношко, И. Константинова. Совершенствуйте ваш итальянский. 300 упражнений с ключом. Эксмо. 2012
- А. Карлова, И. Константинова. Интенсивный курс итальянского языка. Каро. 2012
- Дж. Родари. Чиполлино на итальянском языке. Подготовка текста, упражнения, комментарии и словарь. Каро, 2013.
- Русско-итальянский разговорник. Питер. 2013
- Подарок северного ветра. Итальянские народные сказки. На итальянском языке. Адаптированные тексты. Вопросы на понимание. Каро. 2023

### Неопубликованные переводы
- Даниэле Рубболи. Джино Беки, Или сцена и жизнь
- Марина Боаньо. Франко Корелли
- Р. Кристофанелли. Непрошенная гостья
- Моника Витти. «Семиюбочница»
- К. А. Йемоло. И пришел дьявол…
- «Джельсомино в стране лгунов». Дж. Родари. Сказка
- «Жил-был дважды барон Ламберто». Дж. Родари. Комедия в трёх действиях
- «Интервью», Моравиа Альберто. Пьеса в одном действии
- «Как бы случайно женщина — Елизавета», Фо Дарио. Пьеса
- «Ловкий ход», Филиппо Эдуардо де Пьеса. В оригинале — «Сердце моё, радость моя»
- «Маркольфа», Фо Дарио. Фарс в классическом стиле
- «Молодая картошка», Дж. Родари
- «Не будем платить!», Фо Дарио. Комедия в двух действиях
- «Не всякий вор — грабитель», Фо Дарио. Фарс в двойном ключе
- «Несчастный случай?..», Фо Дарио. Пьеса
- «Планета новогодних ёлок», Родари Джанни
- «Торт с неба», Родари Джанни
- «Трупы отправляются, и женщины раздеваются», Фо Дарио. Детективный (жёлтый) фарс
- «У маляров нет воспоминаний», Фо Дарио. Фарс для клоунов
- Дарио Фо. Воруй, но… поменьше! Пьеса
- Вауро Сенези. Да пребудет с тобой мир
- Джулио Леони. Визит к террористам
- Сильвио Джильи. Необыкновенные приключения итальянцев в космосе
- Джузеппе Д’Агата. В начале было… тело
- Энрико Реммерт. Белые дороги, или Сентиментальное путешествие в Бари

### Неопубликованные переводы на итальянский (совместно с Умберто Витьелло)
- К. Дробанцева-Ландау. Так мы жили. Академик Ландау.
- Л. Эзрохи. Осмелюсь возразить
- Н. А. Синдаловский. Мифы и легенды Петербурга
- М. Дымов. Дети пишут богу